# 東京 - 岡山・倉敷線
東京 - 岡山・倉敷線（とうきょう - おかやま・くらしきせん）は、東京都と岡山県岡山・倉敷両市を結ぶ高速バス路線である。運行会社の別により以下の12系統に整理できる。本項目ではこれらについて一括して記載する。
JRバス中国が東京駅・横浜駅 - 岡山駅・広島駅間を運行する「青春ドリーム岡山・広島号」についてはニューブリーズ号#ドリーム岡山・広島号を、中国バスが横浜駅・町田バスセンター - 岡山・広島間で運行するメイプルハーバーについては、当該項目を参照のこと。

## 運行系統概説
- ルブラン号（夜行/東北急行バス・両備ホールディングス（両備バス））
  - 東北急行バスは東京営業所が、両備ホールディングスは両備バスカンパニー岡山営業所(2017年7月末までは倉敷営業所)が0.5往復ずつ担当。
    - 座席予約システムに両備ホールディングスの「両備高速バス予約サイト」を使用する関係で、東北急行バスは電話予約のみ受付。
    - 2019年6月20日までは京浜急行バスでも予約・発券を行っていた

  - 2015年9月30日までは京浜急行電鉄→京浜急行バス→羽田京急バスとの共同運行だったが、同社の撤退により翌日から両備ホールディングスの単独運行となった。
  - 2017年12月1日より、東北急行バスが参入し、2社共同運行に戻る[1]。
- ルミナス・マスカット号（夜行/小田急ハイウェイバス・関東バス・下津井電鉄・両備ホールディングス（両備バス））
  - 小田急ハイウェイバスは世田谷営業所[注釈 1] が、関東バスは丸山営業所[注釈 2] が、下津井電鉄は興除営業所[注釈 3] が、両備ホールディングスは両備バスカンパニー倉敷営業所[注釈 4] が隔日で0.5往復ずつ担当。
    - 東京側の予約業務は小田急バス・関東バスが担当。
    - 岡山側での予約・発券は中鉄バスや中鉄北部バスでも可能[2]。
    - 両備ホールディングスのみ、独自の予約・発券システムを採用している為、手仕舞い発券制が採用されている。

  - 年末年始・春休み・ゴールデンウィーク・お盆期間などの繁忙期には女性専用車を運行。

ルミナス号・マスカット号が独立運行していた時期の情報については、『過去の系統』欄を参照。
以上3路線（ルミナス・マスカットの独立運行時代）は、運行開始当初は共倒れを防ぐ目的もあり、3路線6社でのプール精算制 となっていた。その後、各路線毎に精算するようになっている。
- ままかりライナー（夜行/東北急行バス ・両備ホールディングス（両備バス））
  - 東北急行バスは東京営業所が、両備ホールディングスは両備バスカンパニー倉敷営業所が0.5往復ずつ担当。
    - 座席予約システムに両備ホールディングスの「両備高速バス予約サイト」を使用する関係で、東北急行バスは電話予約のみ受付。4列座席のため、予約番号が異なる男女を隣同士にならないよう配慮されている。

  - この路線は、上記の4系統がトイレ付き独立3列シート車での運行であったのに対して、トイレ付き4列シート車での運行となっている。
  - 2011年3月20日から5月12日までの間は、東北急行バスが同路線を一時運休したため、両備バスが同社担当分を代行運行（実質的に両備バスの単独運行）した。
- 杉崎高速バス（夜行/杉崎運輸）
  - バス事業部東京営業所が1往復運行。
  - この路線は、3列独立シート車（トイレは無し）での運行となっている[4]。
- かごたびライナー（夜行/武井観光）
  - 本社営業所が1往復運行。
  - この路線はトイレ無し4列シート車での運行となっている。

### 高速ツアーバスから移行した路線
- WILLER EXPRESS（夜行/WILLER EXPRESS）
  - 本社営業所が1往復運行。
  - 乗合移行前はWILLER TRAVEL主催の高速ツアーバスであった。
  - 広島便との統合後は清水BASEにて乗務員交代が実施されるようになり、広島〜清水間は2人乗務、清水〜東京間はワンマン運行。
- KBライナー（夜行/千葉みらい観光バス）
  - 本社営業所が1往復運行。
  - 乗合移行前は高速バスツアーズ主催の高速ツアーバスであった。
- JAMJAMライナー（夜行/ジャムジャムエクスプレス）
  - 本社営業所もしくは運行受託事業者が1往復運行。
  - 乗合移行前は日本ユース旅行が催行しており、エポック観光が主に受託運行を行なっていた。
- オリオンバス（夜行/オー・ティー・ビー）
  - 本社営業所もしくは運行受託事業者が高知発着便を1往復運行。この他、繁忙期に倉敷発着便を1往復運行。
  - 乗合移行前はオリオンツアーが催行していた。

## 設定

### 停車停留所
一部停留所を省略。詳細は各路線の公式サイトなどにて確認のこと。
ルブラン号
東京営業所（東雲車庫） - 東京駅八重洲通り -  横浜駅東口(YCAT) -　津山駅前 - 岡山インター - 岡山駅西口
ルミナス・マスカット号
バスタ新宿 - 津山駅前 -  津高 - 岡山駅西口 - 倉敷駅北口
ままかりライナー
東京営業所 - 東京ディズニーランド - 上野駅前 - 東京駅八重洲通り - 山陽インター - 岡山インター - 岡山駅西口 - 倉敷駅北口
杉崎高速バス
東京駅鍛冶橋駐車場 - 横浜駅東口 - 東名秦野 - 大阪梅田 - 岡山駅西口
WILLER EXPRESS
東京ディズニーランド - バスタ新宿 - 岡山駅西口 - 倉敷駅北口
KBライナー
バスタ新宿 - 横浜駅東口 - 姫路駅南口 - 岡山駅西口 - 倉敷駅北口
JAMJAMライナー
東京駅鍛冶橋駐車場 - 横浜駅東口 - 岡山駅西口 - 倉敷駅北口 - 東福山駅南口
オリオンバス
東京駅鍛冶橋駐車場 - バスタ新宿 - 岡山駅西口 - 倉敷駅北口 / 高知駅前
東京都・神奈川県内相互、兵庫県・岡山県・広島県・高知県内相互のバス停の間では乗降ができない。ルミナス号とマスカット号の増便は、バスタ新宿ではなく新宿駅西口27番のりばに停車する。

### 運行経路

#### ルブラン号
- 東京都江東区内 - 中央区内 - 京橋出入口 - 首都高速都心環状線 - 首都高速1号羽田線 - 首都高速神奈川1号横羽線 - 東神奈川出入口 - 横浜市西区内 - 横浜駅東口出入口 - 首都高速神奈川1号横羽線 - 首都高速神奈川3号狩場線 - 横浜横須賀道路 - 国道16号保土ヶ谷バイパス - 横浜町田IC -  - 東名高速道路 - 新東名高速道路 - 東名高速道路 - 伊勢湾岸自動車道 - 東名阪自動車道 - 新名神高速道路 - 名神高速道路 - 中国自動車道 - 津山IC - 国道53号 - 岡山県津山市内 - 国道53号 - 岡山市内 
  - 途中休憩 岡山行・駿河湾沼津SA、東京行・勝央SA。

#### ルミナス・マスカット号
- 新宿区内 - 渋谷区内 - 初台南出入口 - 首都高速中央環状線（山手トンネル） - 首都高速3号渋谷線 - 東名高速道路 - 伊勢湾岸自動車道 - 新名神高速道路 - 名神高速道路 - 中国自動車道 - 津山IC - 国道53号 - 津山市内 - 国道53号 - 岡山市内 - 岡山県道242号 - 国道429号 - 倉敷市（倉敷地域）内
  - 途中休憩 岡山行・足柄SA、東京行・勝央SA。

#### ままかりライナー
- 江東区内 - 台東区内 - 千代田区内 - 霞が関出入口 - 首都高速都心環状線 - 首都高速3号渋谷線 - 東名高速道路 - 伊勢湾岸自動車道 - 東名阪自動車道 - 新名神高速道路 - 名神高速道路 - 中国自動車道 - 山陽自動車道 - 山陽IC - 赤磐市内 - 山陽IC - 山陽自動車道 - 岡山IC - 国道53号 - 岡山市内 - 岡山県道162号岡山倉敷線 - 国道429号 - 倉敷市（倉敷地域）内
  - 途中休憩 岡山行・駿河湾沼津SA、東京行・龍野西SA。

## 過去の系統
- グランドリーム岡山号／グランドリーム横浜東京号（夜行/JRバス中国）
  - 運行開始から2019年8月25日までは「京浜吉備ドリーム号」の愛称が付けられていた。
  - 岡山支店が1往復運行。
    - 東京側運行支援業務はJRバス関東東京支店が担当。

  - この路線は中国JRバスの単独運行で、「ままかりライナー」運行開始まで最後発であったことから、他の3路線にない付加価値を持たせる方策を採った。具体的には、横浜に停車すると同時に、岡山地区では初のダブルデッカーを投入し、お台場の夜景や横浜ベイブリッジからの朝日を望めるような設定としたものである[6]。また、津山を経由せず神戸JCTから山陽道経由にすることで、関東 - 岡山間の所要時間をより短くするとともに[注釈 7]、2007年からは赤磐市の山陽インターに停車することで、初めて岡山市以外の岡山県南東部から関東への直通路線が設定された。
  - 2010年9月17日からはスーパーシート・3列スタンダードシート・4列スタンダードシートの3クラスの座席を装備した車両による運行となる（後述）。乗車日によって運賃が異なる上、早期購入割引もあるため、運賃体系が複雑化している。
  - 2016年4月1日（倉敷発は前日3月31日）から、通年3列シートでの運行となる。そのためスーパーシート・4列シートは廃止となった。
  - 2010 - 2011年の年末年始運行からは、多客時に4列シート車（4列スタンダードシート扱い）を続行便に使用している。トイレなしの貸切車が使用される場合もある。
  - 2019年8月26日よりグランドリーム車両に変更し、名称を「京浜吉備ドリーム」から「グランドリーム岡山」／「グランドリーム横浜東京」に変更した。
  - 2021年8月1日をもって廃止された[7]。なお、先に挙げた横浜経由の要素は「ルブラン号」が、山陽インター経由の要素は「ドリーム岡山・広島」が担っている。
- ルミナス号（夜行/小田急シティバス・下津井電鉄）
  - 小田急シティバスは世田谷営業所が、下津井電鉄は児島営業所が0.5往復ずつ担当。
    - 東京側の予約業務は小田急バスが担当。

  - 年末年始・春休み・ゴールデンウィーク・お盆期間などの繁忙期には女性専用車を運行。
- マスカット号（夜行/関東バス・両備ホールディングス（両備バス））
  - 関東バスは丸山営業所が、両備ホールディングスは両備バスカンパニー倉敷営業所が0.5往復ずつ担当。
    - 両備バス担当便の東京側運行支援業務は関東バス青梅街道営業所が担当。
    - 岡山側での予約・発券は中鉄バスや中鉄北部バスでも可能。

  - 2008年3月20日、中鉄バス運行分が両備ホールディングスに移管された。

### 停車停留所
グランドリーム岡山号／グランドリーム横浜東京号
東京ディズニーランド - 東京駅 - 横浜駅東口(YCAT) - 山陽インター - 岡山駅西口 - 倉敷駅北口
ルミナス号
ハイアットリージェンシー東京前 - バスタ新宿 - 津山駅前 - 落合インター -  津高 - 岡山駅西口 - 倉敷駅北口 - 児島駅 - 下津井電鉄児島営業所
マスカット号
丸山営業所 - 中野駅北口 - バスタ新宿 - 津山駅前 - 岡山インター - 岡山駅西口 - 倉敷駅北口

### 運行経路

#### グランドリーム岡山号／グランドリーム横浜東京号
- 千葉県浦安市内 - 千代田区内 - 中央区内 - 京橋出入口 - 首都高速都心環状線 - 首都高速11号台場線 - 首都高速湾岸線 - 首都高速神奈川3号狩場線 - 首都高速神奈川1号横羽線 - みなとみらい出入口 - 横浜市西区内 - 横浜駅東口出入口 - 首都高速神奈川1号横羽線 - 首都高速神奈川3号狩場線 - 横浜横須賀道路 - 国道16号保土ヶ谷バイパス - 横浜町田IC - 東名高速道路 - 新東名高速道路 - 東名高速道路 - 伊勢湾岸自動車道 - 東名阪自動車道 - 新名神高速道路 - 名神高速道路 - 中国自動車道 - 山陽自動車道 - 山陽IC - 赤磐市内 - 山陽IC - 山陽自動車道 - 岡山IC - 国道53号 - 岡山市内 - 岡山県道242号川入巌井線 - 岡山県道162号岡山倉敷線 - 国道429号 - 倉敷市（倉敷地域）内
  - 途中休憩 岡山行・足柄SA、東京行・龍野西SA[8]。

#### ルミナス号
- 新宿区内 - 渋谷区内 - 初台南出入口 - 首都高速中央環状線（山手トンネル） - 首都高速3号渋谷線 - 東名高速道路 - 伊勢湾岸自動車道 - 新名神高速道路 - 名神高速道路 - 中国自動車道 - 津山IC - 国道53号 - 津山市内 - 国道179号 - 院庄IC - 中国自動車道 - 落合IC - 真庭市内 - 落合IC - 中国自動車道 - 岡山自動車道 - 山陽自動車道 - 岡山IC - 国道53号 - 岡山市内 - 岡山県道162号岡山倉敷線 - 国道429号 - 倉敷市（倉敷地域）内 - 国道430号 - 倉敷市（児島地域）内
  - 途中休憩 岡山行・足柄SA、東京行・勝央SA。

#### マスカット号
- 中野区内 - 東京都道440号落合井草線(新青梅街道) - 東京都道420号鮫洲大山線（中野通り) - 東京都道4号東京所沢線（青梅街道） - 新宿区内 - 渋谷区内 - 国道20号（甲州街道）- 山手通り - 池尻出入口 - 首都高速3号渋谷線 - 東名高速道路 - 新東名高速道路 - 東名高速道路 - 伊勢湾岸自動車道 - 東名阪自動車道 - 新名神高速道路 - 草津JCT - 名神高速道路 - 中国自動車道 - 津山IC - 国道53号 - 津山市内 - 国道53号 - 岡山市内 - 岡山県道242号 - 国道429号 - 倉敷市（倉敷地域）内
  - 途中休憩 岡山行・駿河湾沼津SA、東京行・勝央SA。

東名高速の混雑時等は倉敷行きは初台出入口から、東京行きは新宿出入口まで首都高速4号新宿線・中央自動車道・名神高速を経由して運行することがあった。

## 歴史
- 1990年（平成2年）
  - 3月22日 - 京浜急行電鉄（当時）と両備バス（現在の両備ホールディングス）の2社共同運行により「ルブラン号」を、小田急バスと下津井電鉄の2社共同運行により「ルミナス号」を[9]、関東バスと中鉄バスの2社共同運行により「マスカット号」をそれぞれ運行開始。
- 1998年（平成10年）1月12日 - 分社化により、「マスカット号」の関東バス担当便をケイビーバスに移管。
- 2000年（平成12年）8月1日 - 分社化により、「ルミナス号」の小田急バス担当便を小田急シティバスに移管[9]。
- 2003年（平成15年）
  - 4月25日 - 中国ジェイアールバスが単独で「京浜吉備ドリーム号」を運行開始[10]。
  - 10月1日 - 分社化により、「ルブラン号」の京浜急行電鉄担当便を京浜急行バスに移管。
- 2005年（平成17年）
  - 3月1日 - 「ルミナス号」に女性専用車が運行開始。
  - 3月16日 - 「ルブラン号」の京浜急行バス担当便を羽田京急バスに移管。
- 2006年（平成18年）6月1日 - 「ルミナス号」に「福渡」・「金川」停留所を追加。
- 2007年（平成19年）
  - 4月1日 - 「京浜吉備ドリーム号」に「山陽インター」停留所を追加[11]。
  - 10月1日 - 「京浜吉備ドリーム号」を新宿まで延長。
- 2008年（平成20年）
  - 3月20日 - 「マスカット号」の中鉄バス担当便の運行を両備ホールディングスへ移管。同時に倉敷駅北口 - 総社中鉄バスセンター間の運行を廃止。
  - 7月1日 - 「京浜吉備ドリーム号」を新木場駅まで延長すると共に新宿・東京両駅の到着順を入替え。同時に運行経路を伊勢湾岸自動車道・新名神高速道路経由に変更。
  - 7月16日 - 「ルブラン号」の運行経路を伊勢湾岸自動車道・新名神高速道路経由に変更。
  - 10月1日 - 「ルミナス号」・「マスカット号」の運行経路を伊勢湾岸自動車道・新名神高速道路経由に変更。
- 2009年（平成21年）
  - 9月7日 - 「ルブラン号」・「ルミナス号」・「マスカット号」で学生割引運賃を設定。
  - 11月1日 - 「マスカット」号のケイビーバス担当便を関東バスへ再移管。「京浜吉備ドリーム号」の天満屋バスセンター乗り入れを中止。
- 2010年（平成22年）
  - 3月15日 - 東北急行バスと両備ホールディングスとの共同運行で「ままかりライナー」を運行開始。
  - 6月1日 - 各路線とも岡山駅前（ワシントンホテル前/ドレミの街）に代えて岡山駅西口に乗入れ。これに合わせて「ルミナス号」「マスカット号」「ルブラン号」の天満屋バスセンター、金川、福渡は廃止。「ルブラン号」は新たに倉敷インターに停車、瀬戸大橋温泉と川崎医大前を廃止。
  - 9月17日 - 「京浜吉備ドリーム号」がスーパーシート・3列スタンダードシート・4列スタンダードシートの3クラスの座席を装備した車両の運行を開始。同時に、通常日・閑散日運賃の採用と、スタンダードシート（3列・4列）における早割運賃（早割21・早割14・早割7）を設定（本件により、往復割引運賃設定を廃止）。
  - 10月15日 - 「ルミナス号」の東京都内と津山 - 津高間の運行経路をそれぞれ変更し[注釈 8]、賀陽インター・落合インター停留所を追加。
- 2011年（平成23年）
  - 3月1日 - 「ままかりライナー」、浅草駅前・上野駅前停留所を追加、スタンプカード（6回押印で片道無料）を導入。
  - 3月20日 - 「ままかりライナー」、東北急行バスの東日本大震災に伴う東北地区輸送強化により、この日から5月12日まで、東北急行バス担当便を両備バスが代行運行。
- 2013年（平成25年）
  - 7月31日 - WILLER EXPRESS関東・オー・ティー・ビー・旅バス・ジャムジャムエクスプレス・千葉みらい観光バスが高速ツアーバスから移行する形で参入。
  - 12月20日 - 「京浜吉備ドリーム号」でdocomo Wi-Fiによる車内無線LANサービスを開始[12]。
- 2014年（平成26年）
  - 4月1日 - 中国バス運行の「メイプルハーバー」が倉敷インター・岡山インターに新規停車開始。岡山地区での予約・発券業務は両備ホールディングスが担当しており、2017年7月までは横浜エリアへ運行しないルブラン号・マスカット号を事実上子会社（中国バス）の路線で補完する形となっていた。
  - 7月1日 - この日よりキラキラ号が運休。
  - 7月17日 - 中国ジェイアールバスが期間限定で「ドリーム岡山・広島号」を運行開始（当初予定は平成27年5月10日まで。以後繁忙期のみ運行。29年3月より通年運行。）。
- 2015年（平成27年）
  - 1月15日 - 「マスカット号」の関東バス担当便でdocomo Wi-Fiによる車内無線LANサービスを開始[13]。
  - 7月16日 - 杉崎観光バスが「杉崎高速バス」を運行開始。
  - 9月30日 - 「ルブラン号」、この日の出発便をもって羽田京急バスが撤退。翌10月1日から両備ホールディングスの単独運行となる[14]。
- 2016年（平成28年）
  - 3月31日 - 「京浜吉備ドリーム号」の使用車両をダブルデッカーから3列シート・28人乗りハイデッカー車に変更。これに伴い、スーパーシート及び4列シートの設定を廃止。4列シートについては、「ドリーム岡山・広島号」が事実上代替する形となる。
  - 4月4日 - バスタ新宿開業に伴い、新宿に発着する路線がこの日より順次乗り入れ開始。
- 2017年（平成29年）
  - 4月1日 - 「ルミナス号」、この日の出発便から賀陽インター、瀬戸大橋温泉、川崎医大前を廃止[15]。
  - 4月29日 - 「ルブラン号」・「マスカット号」の両備ホールディングス担当便でフリーWi-Fiの提供開始[16]。
  - 8月1日 - 「ルブラン号」、この日の出発便からグランドニッコー東京台場バス停と岡山駅西口 - 倉敷駅北口間の運行を廃止、新たに横浜シティ・エア・ターミナル (YCAT) への乗り入れを開始。
  - 12月1日 - 「ルブラン号」、この日の出発便から東北急行バスとの共同運行となる。
- 2018年（平成30年）
  - 4月1日 - 「マスカット号」の関東バス担当便でフリーWi-Fiの提供開始[17]。
  - 7月17日 - 平成30年7月豪雨災害復旧のため、「京浜吉備ドリーム号」と「ドリーム岡山・広島号」がこの日の岡山発の便から当面の間運休に。
  - 12月1日 - 平成30年7月豪雨災害復旧終了につき、この日の岡山発便より「京浜吉備ドリーム号」の運行を再開（「ドリーム岡山・広島号」は引き続き運休）[18]。
- 2019年（平成31年／令和元年）
  - 4月 - 「ままかりライナー号」の両備ホールディングス担当便でフリーWi-Fiの提供を開始[19]
  - 4月1日 - 「京浜吉備ドリーム号」、この日の出発便よりバスタ新宿及び新木場駅の停車を取り止め[20]。
  - 4月19日 - 「京浜吉備ドリーム号」、この日の出発便より東京ディズニーランドに延伸[20]。
  - 6月20日 - 「ルブラン号」の京浜急行バスでの予約・発券業務を終了[21]。
  - 6月21日 - 「ルブラン号」の座席予約システムを両備ホールディングスの「両備高速バス予約サイト」へ一本化。
  - 8月26日 - 「京浜吉備ドリーム号」の車両をグランドリーム車両に変更し、名称を「京浜吉備ドリーム号」から「グランドリーム岡山号」／「グランドリーム横浜・東京号」に変更[22]。
  - 10月1日 - 「ルブラン号」の品川バスターミナルと東京テレポート駅を廃止、東京駅八重洲通りと東京営業所（東雲車庫）を新設[23]。
- 2020年（令和2年）
  - 1月6日 - ダイヤ改正により「ままかりライナー」を東京ディズニーランド経由に変更、浅草駅前を廃止。
  - 4月6日 - 新型コロナウイルス感染症（COVID-19）流行の影響により、「マスカット号」がこの日の出発便より当面の間運休[24][25]。
  - 4月7日 - 「ルミナス号」「グランドリーム号」「ままかりライナー号」がこの日の出発便より当面の間運休[25][26][27][28][29]。
  - 4月8日 - 「ルブラン号」がこの日の出発便より当面の間運休[29][30]。
  - 7月1日 - この日の出発便より「グランドリーム号」が運行再開[31]。
  - 9月1日 - この日の出発便より翌年7月31日まで「グランドリーム号」が再度運休[32]。
- 2021年（令和3年）
  - 7月23日 - この日の出発便（東京発は翌24日）より「ドリーム岡山・広島号」が運行再開[33]。
  - 8月1日 - 「グランドリーム号」が廃止[7]。なお、先述の通り2020年9月1日から運休していたため、同年8月31日の出発便が事実上の最終運行となった[32]。
  - 8月16日、「ルミナス号」がこの日の出発便より当面の間運休[34]。
  - 11月18日、運休中だった「ルミナス号」「マスカット号」が路線を再編、「ルミナス・マスカット号」として小田急シティバス・関東バス・両備ホールディングス・下津井電鉄の4社共同運行により、新宿（バスタ新宿）〜津山・岡山・倉敷（倉敷駅北口）間で運行開始。再編により丸山営業所、中野駅、ハイアットリージェンシー東京、落合インター、岡山インター、福田運動公園前、児島駅、下津井電鉄児島営業所の各バス停を廃止[35][36]。
- 2022年（令和4年）1月1日、小田急箱根高速バスが小田急シティバスを吸収合併し、小田急ハイウェイバスが発足されたのに伴い、「ルミナス・マスカット号」の小田急シティバス担当便を小田急ハイウェイバスへ移管[37]。
- 2023年（令和5年）
  - 3月9日、「ルミナス・マスカット号」の小田急ハイウェイバス担当便について、乗務員の人員確保が困難なため、当面の間関東バス運行へ変更[38][39]。
  - 9月1日、杉崎運輸が杉崎観光バスを吸収合併したのに伴い、「杉崎高速バス」の運行を杉崎運輸バス事業部へ移管。

## 運行車両
オリオンバス・KBライナー・杉崎高速バス・かごたびライナーを除くいずれの系統もトイレ付きの車両である（ただし、前述の通り京浜吉備ドリーム号の続行便及びWILLER EXPRESSの続行便「STAR EXPRESS」を除く）。ダブルデッカーは使用可能だが、実際は京浜吉備ドリーム号のみで使用されていただけであった。
車両仕様は臨時に変更される場合がある。

### ルブラン号・ルミナス号・マスカット号
両備ホールディングス（両備バス）・（および撤退した羽田京急バス）では 三菱ふそう・エアロクィーンIまたは三菱ふそう・エアロクイーン（最新シリーズ））・小田急ハイウェイバス・関東バスと下津井電鉄（および撤退した中鉄バス）では日野・セレガ（現在はセレガR GD・セレガSHD/HD）が、それぞれ使用されている。いずれも独立3列シートを装備する。どの会社も原則フェイスカーテン・サービスコーナー付の車両で運行されている。(但し最新車を除き小田急ハイウェイバスのみフェイスカーテンを備え付けていない。)。両備バス担当便、関東バス担当便 についてはフリーWi-Fiサービスが提供されている。
小田急ハイウェイバス担当便の続行便は、4列シート・トイレ付の貸切車や、新宿 - 木更津線「アクアライナー」用の車両が使用されることが多い。

### グランドリーム岡山号／グランドリーム横浜東京号
2019年8月26日出発便より、3列完全独立の「クレイドルシート」やフリーWi-Fi、コンセント、プライベートカーテンを備え、最新の安全装置を装備した「グランドリーム車両」での運行となった。
それまでの「京浜吉備ドリーム号」は、運行開始当初は独立3列シート38席、2010年9月17日から2016年3月31日までは独立2列のスーパーシート4席（2階前方）・独立3列のスタンダードシート21席（2階）・4列のスタンダードシート10席（1階）を装備したダブルデッカー（三菱ふそう・エアロキング）を使用していた。スーパーシートでは地上デジタル波放送に対応した7インチ液晶テレビ・ACコンセント・無線LAN・プライベートカーテンを装備する。2013年12月20日からは、前述の通りdocomo Wi-Fiによる車内無線LANサービスが開始され、スーパーシート以外の座席でも無線LANの利用が可能となった。2016年4月1日から2019年8月25日出発便までは独立3列シート・28席のハイデッカー車両を使用した。

### ままかりライナー号
- 両備バスは三菱ふそう・エアロエースが、東北急行バスはいすゞ・ガーラHDが主に使用されている。
- いずれも4列シートを装備するが、東北急行側は中央トイレ、両備側は後部トイレとトイレ位置が異なるため注意が必要。
- 両備バス担当便ではフリーWi-Fiが提供されている[19]。

### 杉崎高速バス
- ハイグレード貸切車として導入された4列シート・化粧室装備のスーパーハイデッカー車（三菱ふそう・エアロクイーン）を乗合用に小改造を施して使用。2016年4月まで使用されていた。
- 現在は3列シート・トイレ無の「プライベート」タイプ（3×10列）に変更され運行されている[4]。

### WILLER EXPRESS
- 4列シート「リラックス」・3列シート「リラックスワイド」混合車両で運行される。いずれの座席もフェイスカバーが装備されている。但し、続行便「STAR EXPRESS」は4列シート装備の車両で運行される。
- 2018年10月より、電源コンセント・トイレを装備した新車両が運行されている。

### KBライナー
- 他社のスタンダードに相当する4列シート・トイレ無の車両で原則運行される。

### JAMJAMライナー
- 原則3列シート・化粧室装備の車両で運行される。

### オリオンバス
- オー・ティー・ビーの自社車両で運行される場合は、4列シートの車両を使用。何れも座席コンセント・フットレストが装備されているがトイレ設備は設けていない。
- 但し繁忙期の他社委託便の場合は4列スタンダードタイプになる事が多い。

### かごたびライナー
- ワイドシートタイプで電源コンセント装備の4列シート・トイレ無の車両で原則運行される。1号車と続行便とでは、座席数や座席間カーテンの有無など車内設備が若干異なる。

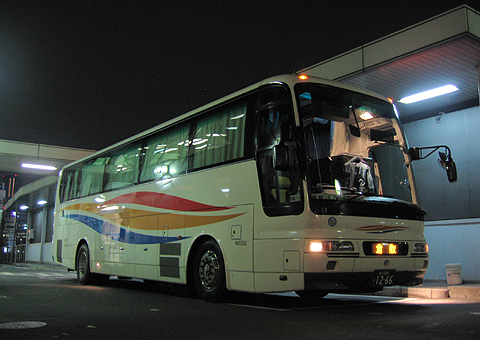
ルブラン号（羽田京急バス） NH5502
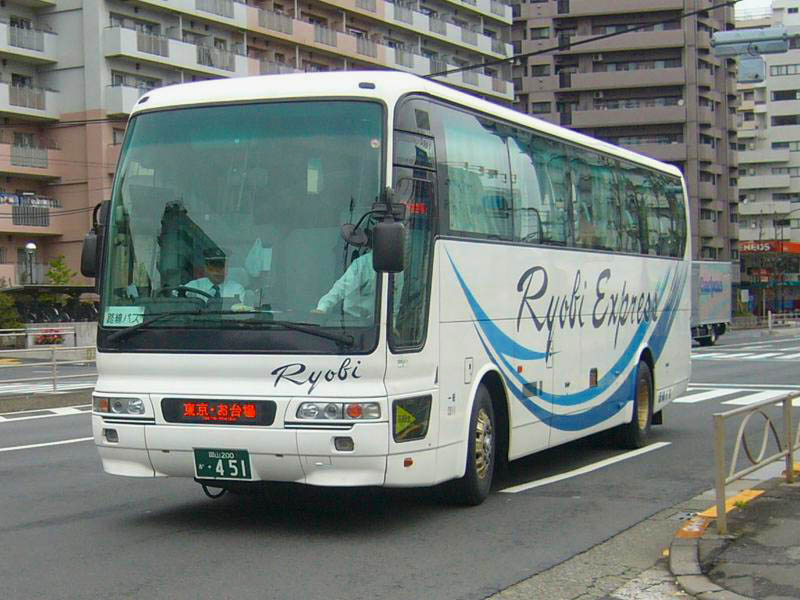
ルブラン号（両備バス） 0311
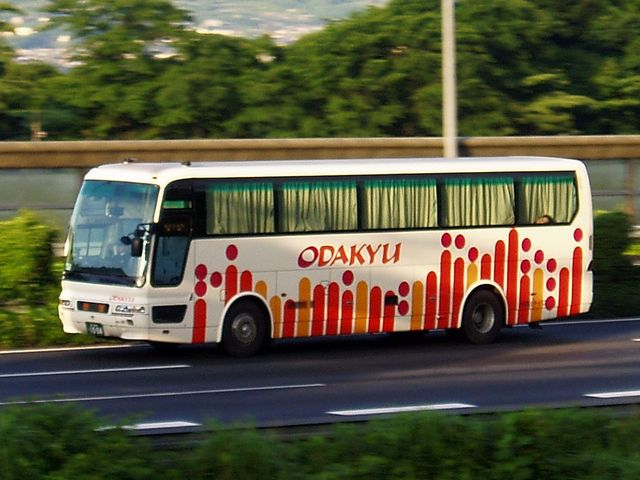
ルミナス号 （小田急シティバス・赤） 30
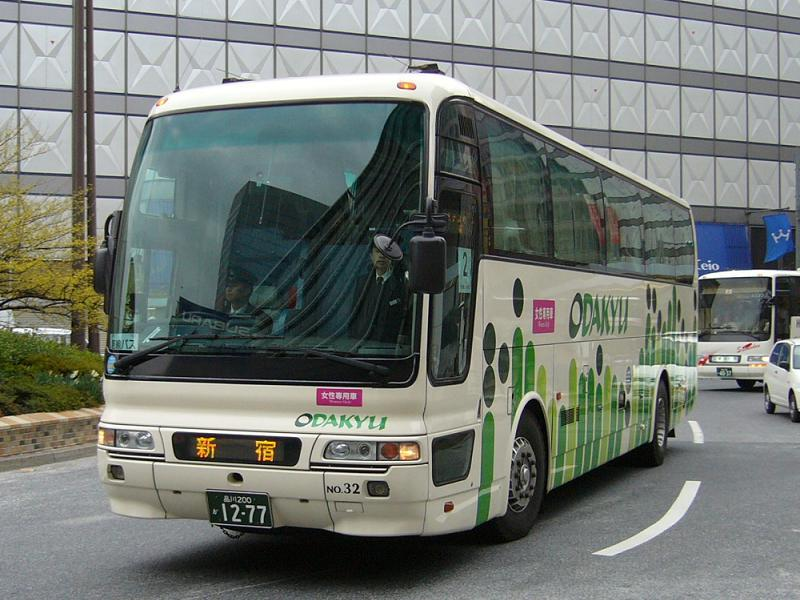
ルミナス号 （小田急シティバス・緑） 32 女性専用車
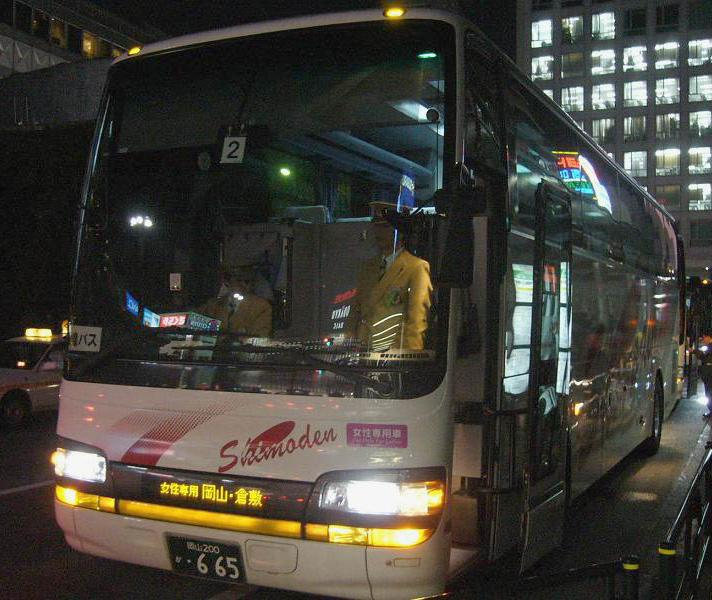
ルミナス号（下津井電鉄） H520 女性専用車
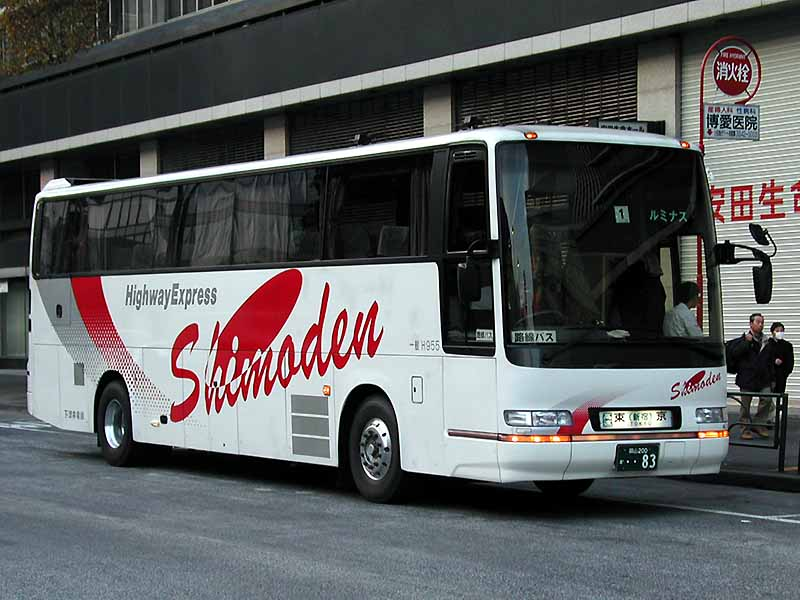
ルミナス号（下津井電鉄） H955
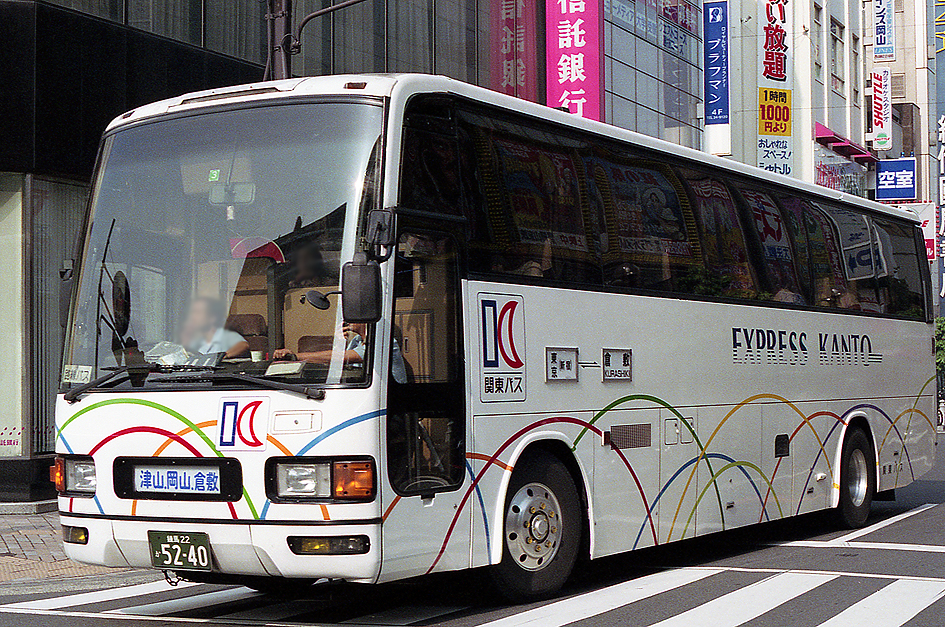
マスカット号（関東バス 1992年） 5240
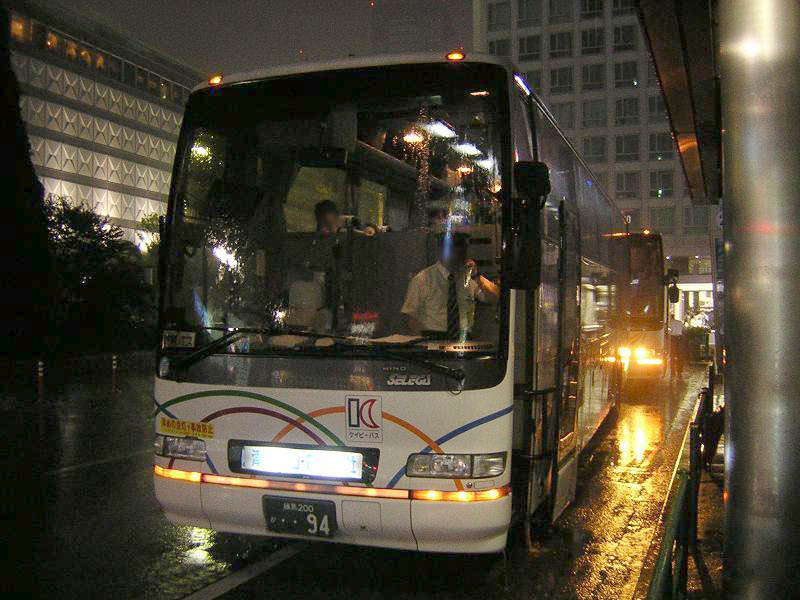
マスカット号（ケイビーバス運行時代） 94
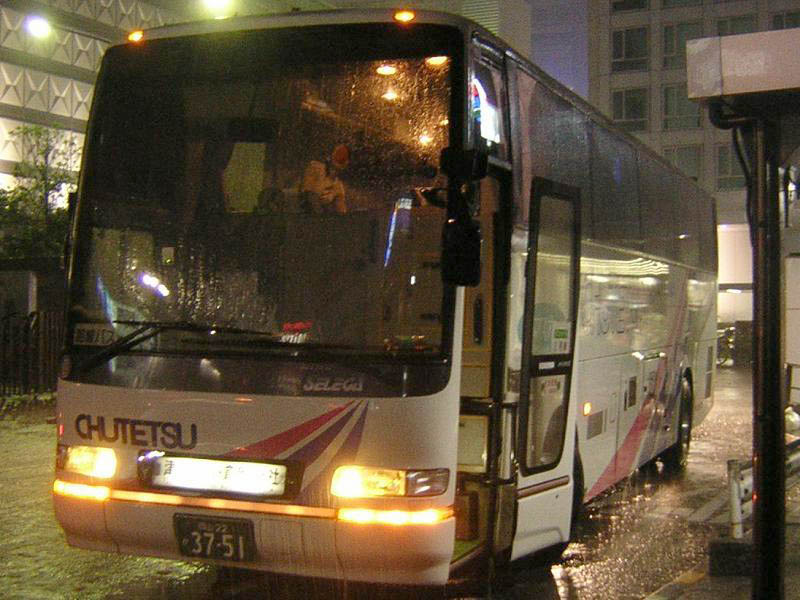
マスカット号（中鉄バス運行時代） 9423
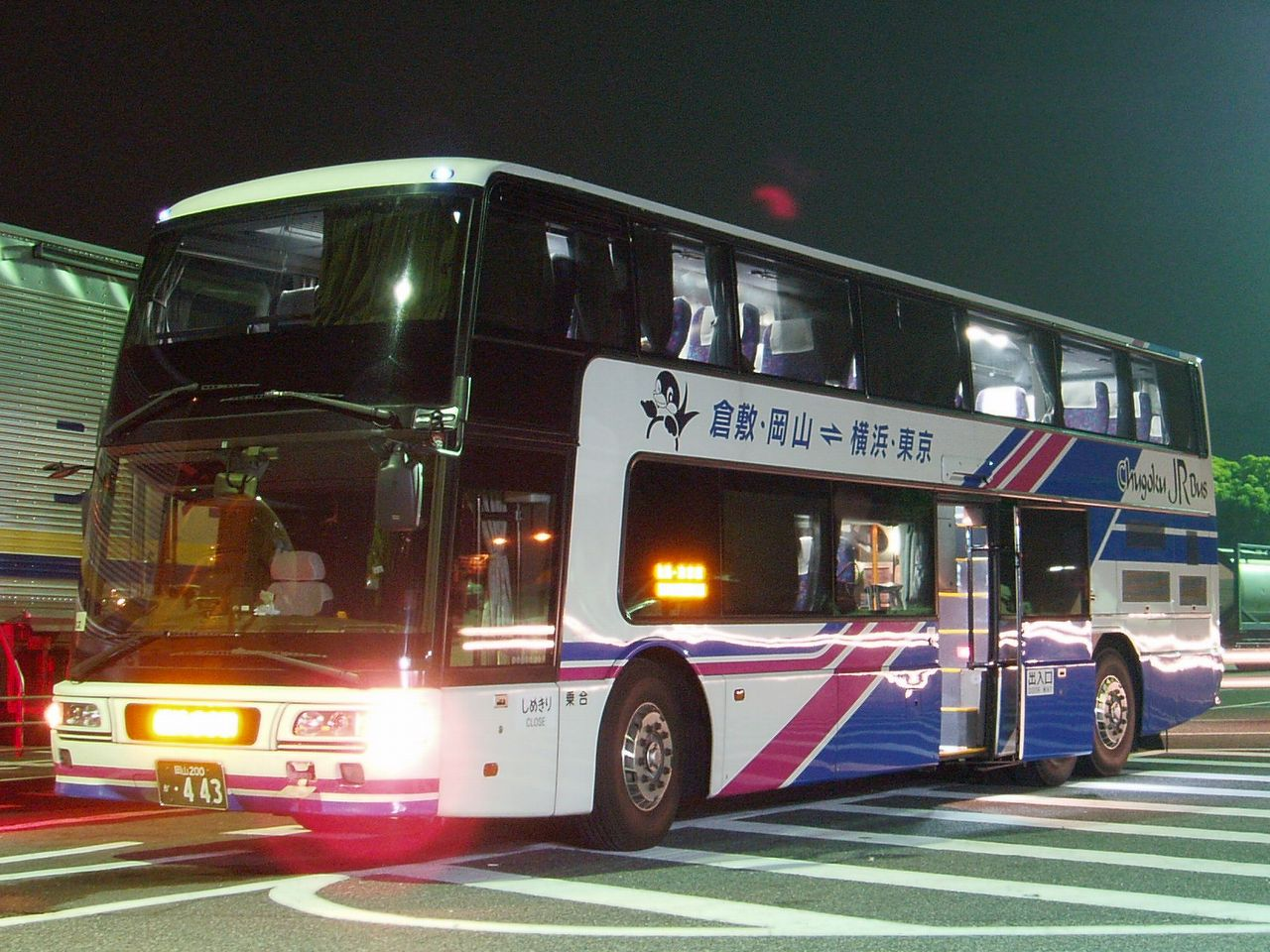
京浜吉備ドリーム号（中国JRバス） 744-3901 かつての塗色
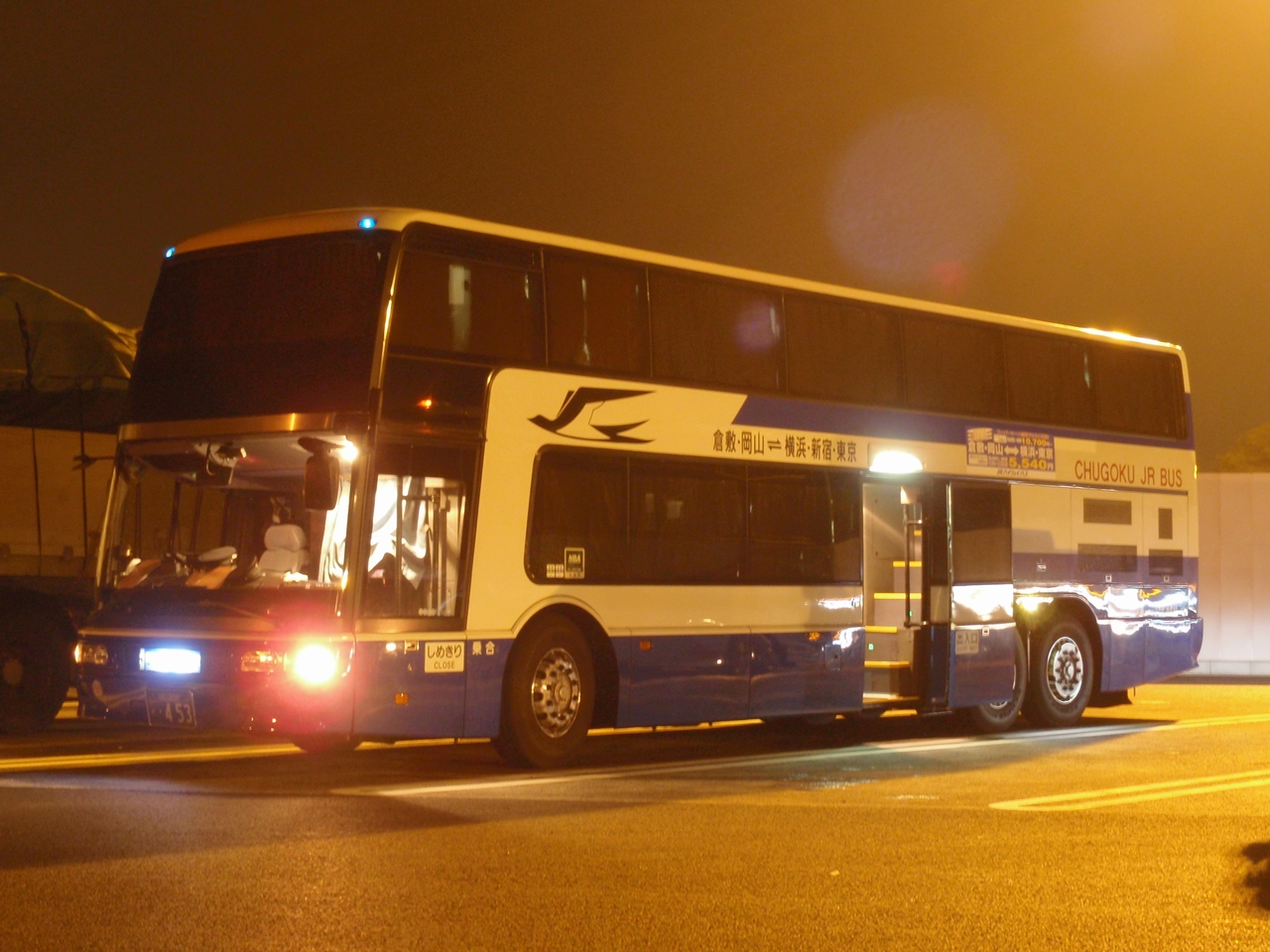
京浜吉備ドリーム号（中国JRバス） 744-2901　かつて運用されていた2階建てバス
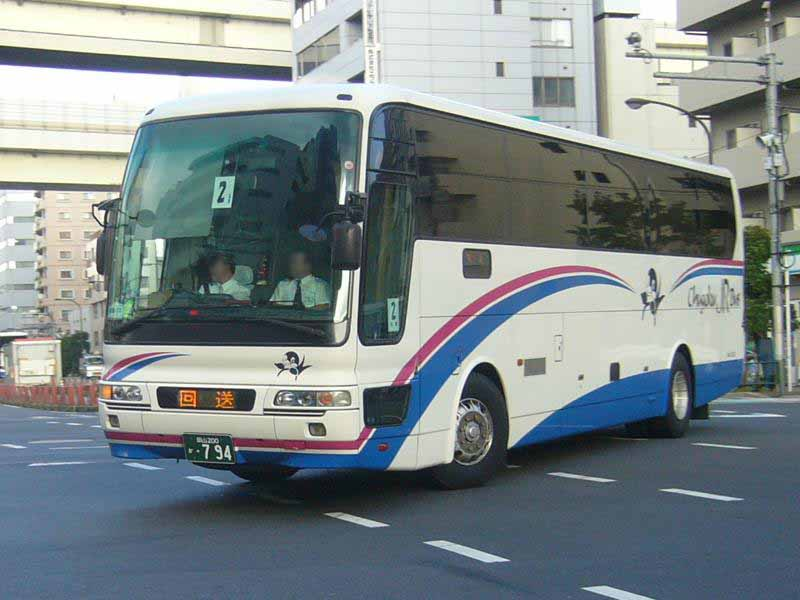
京浜吉備ドリーム号（中国JRバス） 644-3903 続行便や検査時の代走に使用されるSHD車